# Campeonato de Fútbol de Costa Rica 1923
La temporada 1923 de la Liga Nacional fue la 3.ª edición de la máxima categoría del sistema de Ligas costarricenses de fútbol. Se disputó entre junio y octubre de 1923.
El Cartaginés conquistó el primer título liguero de su historia tras un disputado duelo contra el otro favorito La Libertad. Los cartagineses vencieron a los libertos en condición de local el 14 de octubre de 1923 para asegurarse el título. El cuadro de Cartago dominó el liderato de principio a fin, ganando ocho de los 10 juegos disputados, los otros dos los saldó con derrotas ante propiamente La Libertad en la primera vuelta y el otro duelo ante Alajuelense en la segunda por no presentarse a jugar, pero en ese momento tenían el campeonato asegurado.
El entonces bicampeón Herediano solicitó a la Federación Nacional de Fútbol un permiso para no participar más del campeonato en donde solo llegó a disputar un partido. El cupo dejado por los florenses fue tomado por el equipo josefino Club Sport Progreso; por otro lado, La Unión de Tres Ríos regresó a la competencia luego de una temporada ausente.

## Sistema de competición
La competición constó de un grupo único integrado por seis clubes. Siguiendo un sistema de liga, los seis equipos se enfrentaron todos contra todos en dos ocasiones sumando un total de 10 jornadas. La clasificación final se estableció con arreglo a los puntos obtenidos por los equipos en cada enfrentamiento, a razón de dos por partido ganado, uno por empatado y ninguno en caso de derrota.

## Clubes participantes
Seis equipos tomaron parte de la temporada de la Liga Nacional de Fútbol, los mismos que en el campeonato anterior pero con la excepción del retiro de Herediano y las incorporaciones de La Unión y Progreso:
| Equipo              | Ciudad    | Cancha            |
| ------------------- | --------- | ----------------- |
| Alajuelense         | Alajuela  | Plaza Iglesias    |
| Cartaginés          | Cartago   | Plaza Iglesias    |
| Gimnástica Española | San José  | La Sabana         |
| La Libertad         | San José  | La Sabana         |
| La Unión            | Tres Ríos | Plaza La Unión    |
| Progreso            | San José  | Plaza en San José |

## Desarrollo

### Clasificación
| Pos. | Equipo              | Pts. | PJ | G | E | P | GF | GC | Dif. | Notas         |
| ---- | ------------------- | ---- | -- | - | - | - | -- | -- | ---- | ------------- |
| 1    | C. S. Cartaginés    | 16   | 10 | 8 | 0 | 2 | 29 | 10 | +19  | Primer título |
| 2    | C. S. La Libertad   | 14   | 10 | 6 | 2 | 2 | 25 | 10 | +15  |               |
| 3    | L. D. Alajuelense   | 13   | 10 | 5 | 3 | 2 | 14 | 9  | +5   |               |
| 4    | Gimnástica Española | 8    | 10 | 2 | 4 | 4 | 11 | 20 | −9   |               |
| 5    | C. S. Progreso      | 5    | 10 | 1 | 3 | 6 | 6  | 25 | −19  |               |
| 6    | C. S. La Unión      | 4    | 10 | 1 | 2 | 7 | 9  | 20 | −11  |               |

 Fuente: RSSSF
Criterios de clasificación: Puntos · Diferencia de goles · Goles a favor
|                                      |
|                                      |
| Campeón C. S. Cartaginés 1.er título |

## Estadísticas

### Plantilla del campeón
La nómina completa de la temporada 1923 del Cartaginés que se proclamó campeón por primera vez en su historia.
1. Abel Aguilar
2. Abelardo Brenes
3. Antonio Bianchini
4. Bernardo Ramírez
5. Jesús Arias
6. José Cróceri
7. Lorenzo Arias
8. Mariano Monge
9. Mario Carazo
10. Ovidio Cordero
11. Rafael Alvarado
12. Ramón Aguilar
13. Reinaldo Coto
14. Ricardo Campos

### Otros datos
- Máximo goleador: Salvador Tabash con 9 goles (C. S. La Libertad)[4]
- Primer juego: C. S. La Libertad 5-1 C. S. Progreso
- Total de goles marcados: 94